# 石井修 (国際政治学者)
石井 修（いしい おさむ、1936年10月25日 - ）は、日本の国際政治学者、一橋大学名誉教授。専攻は、国際政治史、アメリカ外交史、日米関係史。

## 略歴・人物
1962年、東京大学経済学部卒業。1962年から1967年まで東京銀行勤務。1977年にラトガーズ大学大学院歴史学部博士課程修了、Ph.D（歴史学）。
1978年に広島大学総合科学部講師、1979年に同助教授。オーストラリア国立大学での在外研究を経て、1982年に広島大学法学部教授。プリンストン大学やテキサス大学での在外研究を経て、1990年一橋大学法学部教授。1999年に一橋大学を定年退官した後、明治学院大学法学部教授（1999-2005年）、帝京大学法学部教授（2005-2007年）を歴任した。
その他、国際大学大学院国際関係学研究科、東京大学教養学部、岡山大学文学部などでも教鞭をとる。アメリカ学会評議員・監事、日本国際政治学会理事等を歴任。1994年から1997年まで日本学術会議法学政治学教育制度研究連絡委員会委員を務めた。
国際政治史に関する様々な実証的研究で知られる。また、国内政治分析の概念であった55年体制を応用し、同時代の国際政治における現象だった冷戦についても、1955年を契機に「分断による安定」「（軍事）力による安定」の形で常態化が始まっていたとする「冷戦の55年体制」という視点を示した。近年は米国立公文書館などに所蔵されている戦後日米関係文書の編纂・刊行を行なっている。
指導学生に宮城大蔵（上智大学名誉教授、元国家安全保障局顧問）、佐藤丙午（拓殖大学教授、外務省参与）など。

## 著作

### 単著
- Cotton-Textile Diplomacy: Japan, Great Britain and the United States, 1930- 1936, (Arno Press, 1981).
- 『冷戦と日米関係――パートナーシップの形成』（ジャパンタイムズ, 1989年）
- 『世界恐慌と日本の「経済外交」――1930-1936年』（勁草書房, 1995年）
- 『国際政治史としての20世紀』（有信堂高文社, 2000年）
- 『ゼロからわかる核密約』（柏書房, 2010年）
- 『覇権の翳り――米国のアジア政策とは何だったのか』（柏書房, 2015年）

### 編著
- 『1940年代ヨーロッパの政治と冷戦』（ミネルヴァ書房, 1992年）

### 共編著
- （滝田賢治）『現代アメリカ外交キーワード――国際政治を理解するために』（有斐閣, 2003年）

### 共訳書
- （米田巌）スチュアート・ブルシェイ『アメリカ経済史――人間と技術の役割』（日本経済評論社, 1980年）

### 監修史料
- 『アメリカ合衆国対日政策文書集成（1期-）』（柏書房, 1996年-）

2期から7期まで小野直樹共同監修／8期から19期まで我部政明・宮里政玄共同監修
1期：日米外交防衛問題1959年-1960年
2期：日米経済問題1959-1960年
3期：日本の国内事情1959-1960年
4期：日米防衛外交問題1957年
5期：日米外交防衛問題1958年
6期：日米外交防衛問題1955年
7期：日米外交防衛問題1956年
8期：日米外交防衛問題1964年
9期：日米外交防衛問題1965年
10期：日米外交防衛問題1966年
11期：日米外交防衛問題1967年
12期：日米外交防衛問題1968年
13期：日米外交防衛問題1968年・日本編
14期：日米外交防衛問題1969年・沖縄編
15期：日米外交防衛問題1970年
16期：日米外交防衛問題1971年
17期：日米外交防衛問題1971年・沖縄編
18期：日米外交防衛問題1972年・日本編
19期：日米外交防衛問題1972年・日本防衛問題および沖縄編
20期：ニクソン大統領文書
21期：ニクソン大統領文書
22期：ニクソン大統領文書3
23期：ニクソン大統領文書4
24期：ニクソン大統領文書5
25期：ニクソン大統領文書6
- （細谷千博・有賀貞・佐々木卓也）『日米関係資料集――1945-97』（東京大学出版会, 1999年）
- （小野直樹）『アメリカ統合参謀本部資料1953-1961年』（柏書房, 2000年）
- （植村秀樹）『アメリカ統合参謀本部資料1948-1953年』（柏書房, 2000年）